# تشارلز ريجنالد فورد
تشارلز ريجنالد فورد (بالإنجليزية: Charles Reginald Ford)‏ هو مهندس معماري نيوزيلندي، ولد في 4 فبراير 1880، وتوفي في 19 مايو 1972.